# 大明常山
大明常山（学名：Dichroa daimingshanensis）为虎耳草科常山属下的一个种。

## 扩展阅读
維基物種上的相關：大明常山